# Marcel Veerman
Marcel Veerman (Volendam, 12 januari 1969) is een voormalig voetballer van onder andere AZ en huidig spelersmakelaar.

## Biografie

### Jeugd
Veerman werd geboren in Volendam in een kruideniersgezin met vier broers en twee zussen. Hij speelde in de jeugd van RKAV Volendam en stond in het dorp bekend als groot voetbaltalent. In 1985 maakte hij de overstap naar FC Volendam. Een jaar later maakte hij op 17-jarige leeftijd zijn debuut in de hoofdmacht. In 1987 werd hij, terwijl hij als belastingadviseur werkte, als amateur toegevoegd aan de a-selectie van de club, die toentertijd uitkwam in de eredivisie. Hij kreeg hierbij de garantie dat hij een profcontract kreeg aangeboden, zodra er geld beschikbaar was.

### Voetbalcarrière
Veerman fungeerde bij FC Volendam als invaller. In september 1987 werd hij door trainer Jan Brouwer uit de selectie gezet, omdat hij had deelgenomen aan de Volendamse kermis, terwijl de selectie een extra training moest afwerken. In oktober van dat jaar daagde hij de club voor de rechter om een profcontract af te dwingen. Hij gebruikte hierbij het argument dat hij immers dezelfde arbeid verrichtte als zijn collega's, die wel fullprof waren. Nadat hij het door hem aangespannen kort geding verloor, keerde hij in zijn rol als amateur terug bij FC Volendam. Aan het einde van het seizoen werd hij echter ontslagen. Hierop ging hij spelen voor de amateurclub HRC in Den Helder, dat uitkwam in de derde klasse.
Bij HRC maakte Veerman zoveel indruk, dat diverse clubs, waaronder SC Heerenveen, HFC Haarlem en Roda JC interesse in hem toonden. Uiteindelijk koos Veerman voor AZ, waar hij in april 1989 een tweejarig contract tekende. Bij AZ speelde Veerman diverse wedstrijden, maar kon de rechterspits ook zijn draai niet vinden. In de zomer van 1990 leverde hij zijn contract in en ging hij spelen bij de amateurs van FC De Sloterplas. In februari 1992 was Veerman op proef bij RKC Waalwijk. In het seizoen 1992-1993 speelde hij ten slotte nog voor het Belgische kfc Tielen, dat uitkwam in de derde klasse.

### Voetbalmakelaar
Na 2000 keerde Veerman terug in het profvoetbal als spelersmakelaar. Veerman zette een scoutingnetwerk op in Afrika, dat zich richtte op met name jonge talenten. In 2009 haalde hij Bertrand Traoré naar Europa en bracht hij hem later onder bij Chelsea FC, met wie hij nauwe banden onderhoudt, en SBV Vitesse. In 2012 was hij betrokken bij de tumultueuze overgang van Zakaria Labyad van PSV naar Sporting Portugal en diens terugkeer naar SBV Vitesse. Ook was hij als makelaar betrokken bij de breuk tussen Zakaria Bakkali en PSV.

## Selectie cliënten
- Bertrand Traoré (2009-heden)
- Zakaria Labyad (2012-heden)
- Zakaria Bakkali (2014-heden)